# 사이펨
사이펨 (Saipem SpA)는 석유와 가스 산업 위주로 운영하는 이탈리아 다국적 기업이다. 1957년에 설립되어 이탈리아 밀라노에 본사를 설립하였다. 엔지니어링, 조달, 건설(EPC) 및 시추 서비스의 선두주자로서, Saipem은 전세계적으로 복잡하고 안전하며 지속 가능한 인프라와 플랜트의 설계, 건설 및 운영을 전문으로 사업을 한다.

## 역사
사이펨은 이전에 2016년까지 이탈리아 석유가스 대기업 Eni의 자회사였으나, 그 이후로는 Eni가 약 30%의 지분만을 보유하면서 독립적으로 운영되고 있다. 다만 해당 관계는 에너지 부문 내에서 사이펨의 전략적 중요성과 업계의 주요 주체들과의 긴밀한 관계를 의미한다.

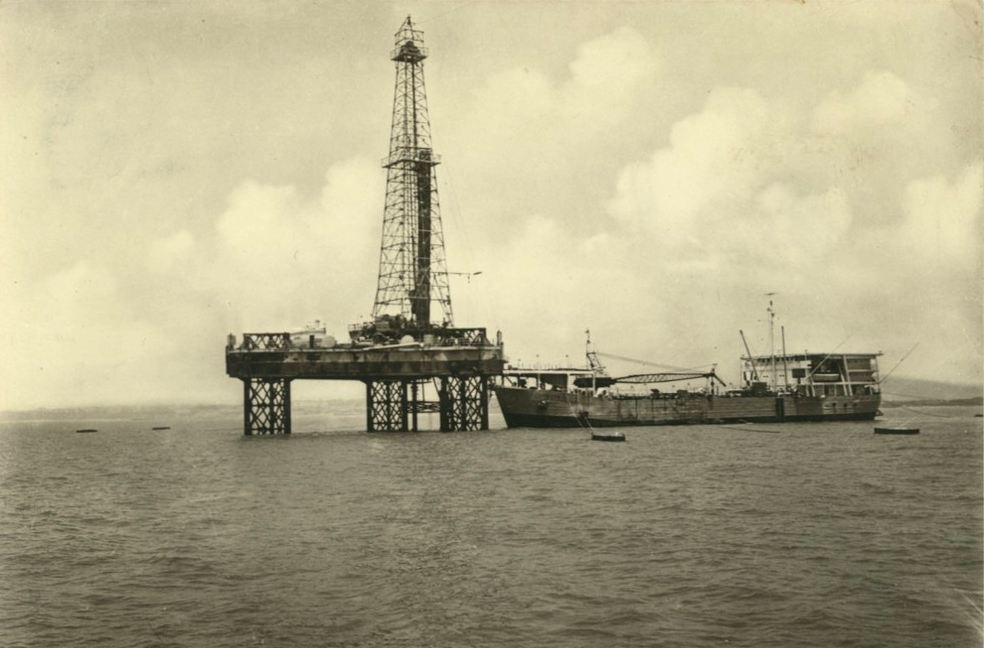
1962년 안건

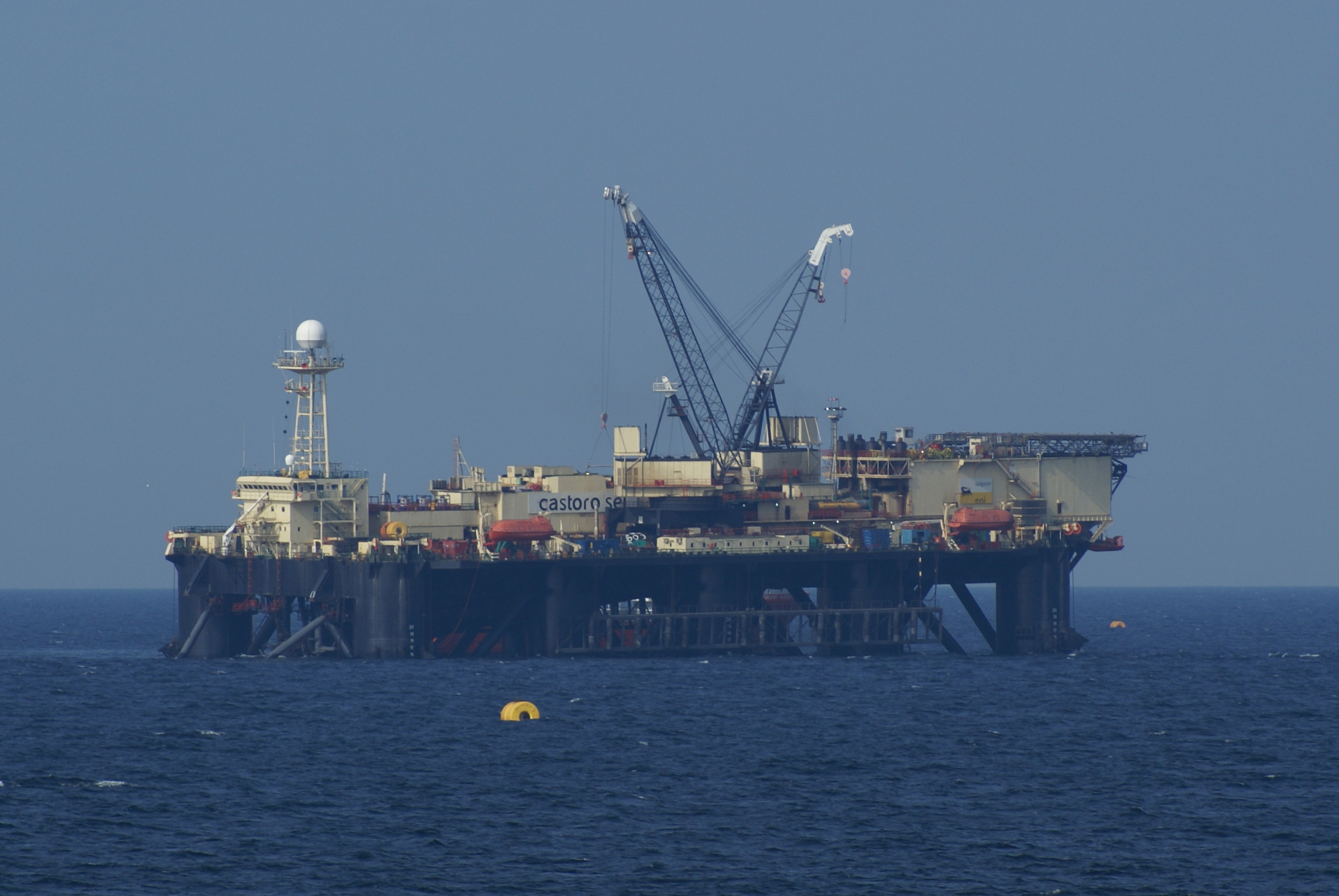
2011년 프로젝트

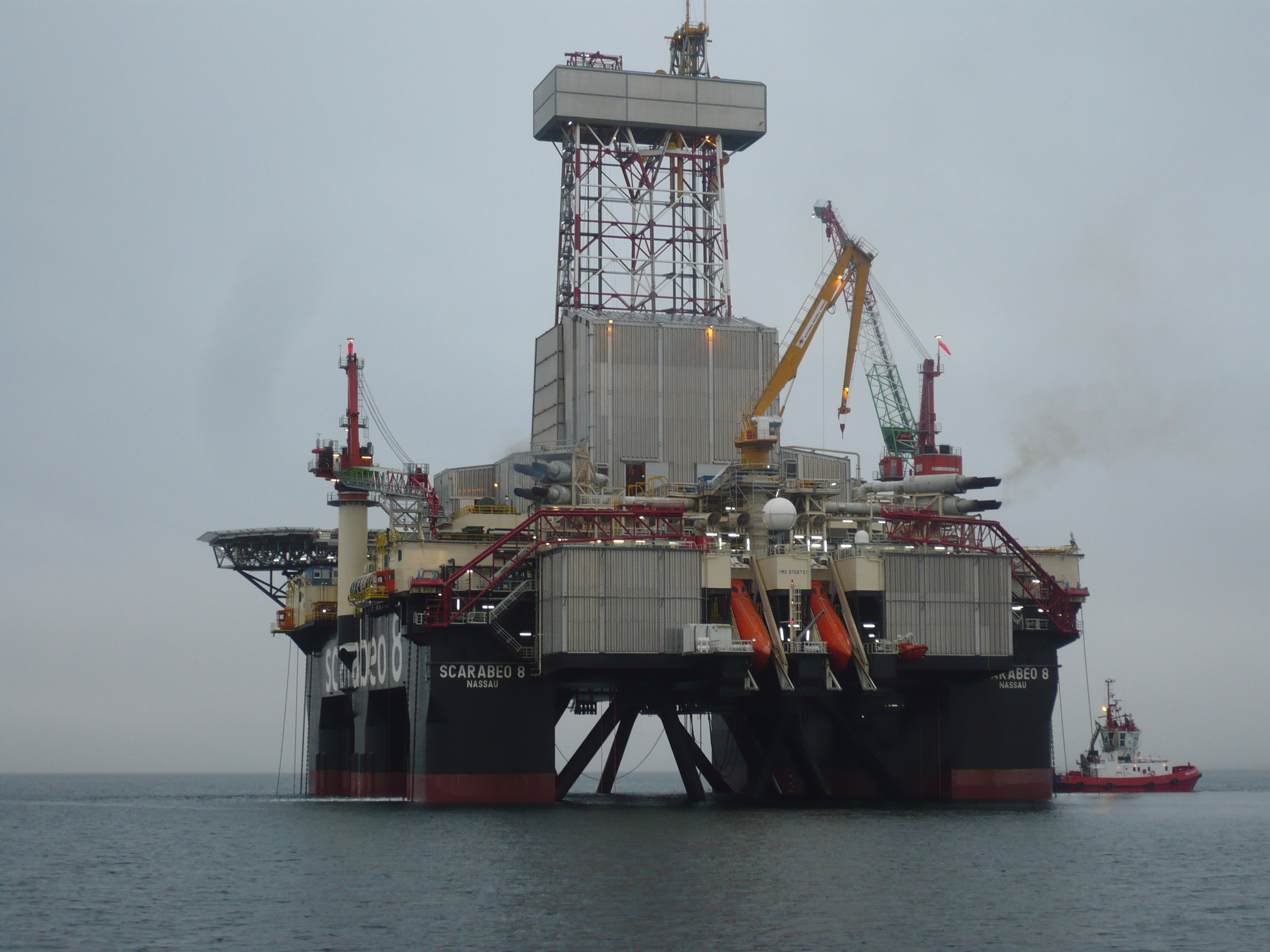
2012년 수주

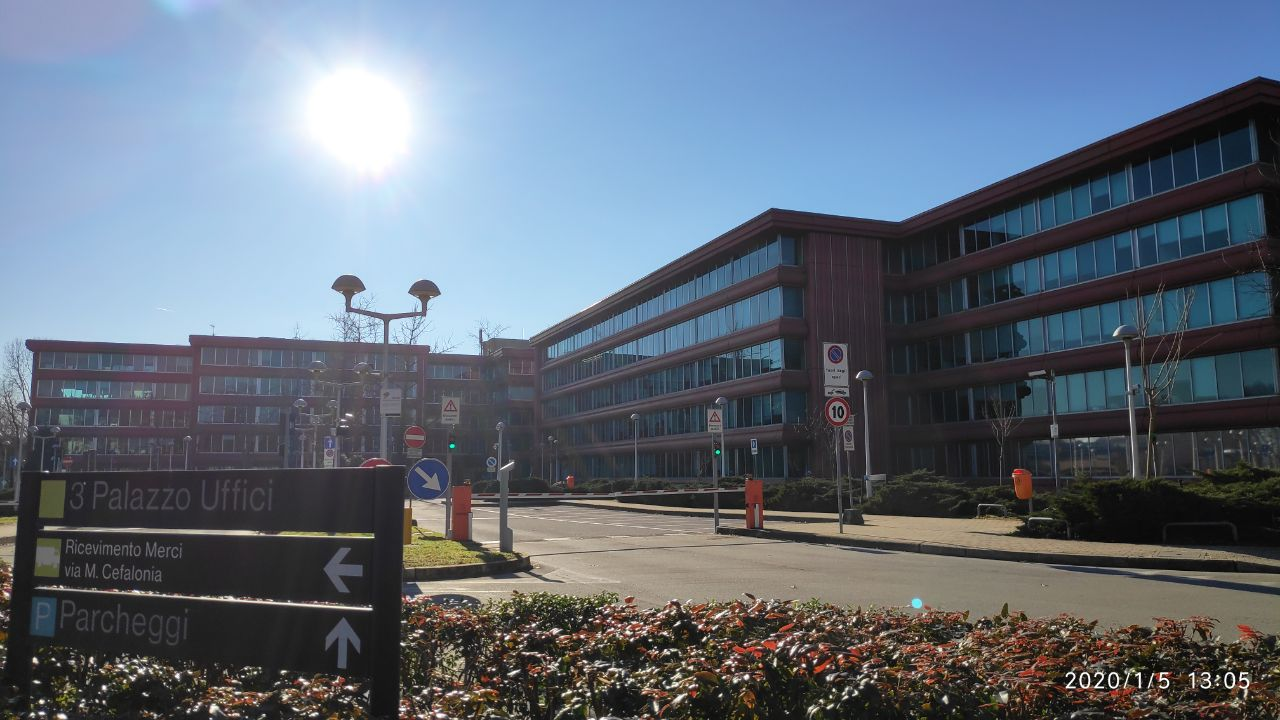
이탈리아 본사

1. ↑  “Saipem SpA (SAPMF) Company Profile & Facts - Yahoo Finance”. 《finance.yahoo.com》 (미국 영어). 2023년 11월 7일에 확인함.
2. ↑  “Saipem SpA, SPM:MIL profile - FT.com”. 《markets.ft.com》. 2023년 11월 7일에 확인함.